# Nouveaux démocrates (Maurice)
Les Nouveaux démocrates (ND) est un parti politique mauricien fondé en avril 2024 par une scission du Parti mauricien social démocrate. Il est membre de l'Alliance du changement depuis la même année.

## Histoire

### Fondation
Les Nouveaux démocrates sont fondés le 18 avril 2024 par Richard Duval — fils de Gaëtan Duval, ancien chef de file du Parti mauricien social démocrate (PMSD) —, Véronique Leu-Govind, ancienne présidente du PMSD et Khushal Lobine.. Ses anciens membres du PMSD font scission et démissionnent du parti à la suite de sa décision de renoncer à l'alliance avec le Parti travailliste mauricien (PTr) et le Mouvement militant mauricien (MMM) et de se rapprocher du Mouvement socialiste militant (MSM) du Premier ministre Pravind Jugnauth. Nouvellement formée, les Nouveaux démocrates renouent avec le PTr et le MMM.

### Élections de 2024
Le juin 2024, le parti prend part aux discussions entamées avec le PTr, le MMM et Rezistans ek Alternativ (ReA) afin de former une alliance électorale plus large pour vaincre le Premier ministre sortant Pravind Jugnauth du MSM et ses alliés aux élections législatives de 2024. Cela aboutit le 13 septembre 2024 à la formation de l'Alliance du changement, afin de présenter des candidatures uniques dans chaque circonscription électorale. À l'issue des résultats des législatives du 10 novembre, la coalition remporte une victoire écrasante avec 60 des 62 sièges à pourvoir, permettant aux Nouveaux démocrates de faire leur entrée à l'Assemblée nationale avec l'élection de ses trois candidats. 
Le 27 novembre, Khushal Lobine est nommé en tant que chef du parti par le comité des membres fondateurs. 

## Résultats électoraux
| Année | Voix                                | %                                   | Sièges | +/– |
| ----- | ----------------------------------- | ----------------------------------- | ------ | --- |
| 2024  | au sein de l'Alliance du changement | au sein de l'Alliance du changement | 3 / 70 | 3   |